# Correio (Lahane Ocidental)
Correio (tetum Koreio, Koreo) ist eine osttimoresische Aldeia. Der portugiesische Name bedeutet übersetzt „Kurier“. Sie liegt im Norden des Sucos Lahane Ocidental (Verwaltungsamt Vera Cruz, Gemeinde Dili). In Correio leben 502 Menschen (2015).

## Lage und Einrichtungen
Correio grenzt im Süden an die Aldeia Hospital Militar, im Westen an die Aldeia Bedois, im Norden an die Aldeia Care Laran und im Osten an die Aldeias Bela Vista und Ainitas Hun. Dilis Stadtteil Correio dehnt sich über die Aldeia hinaus.
In der Aldeia Correio befindet sich die Fakultät für Medizin und Gesundheitswissenschaften (portugiesisch Faculdade Medicina e Ciencia de Saude) der Universidade Nasionál Timór Lorosa’e (UNTL).